# Canton de Tuffé
Le canton de Tuffé est une ancienne division administrative française située dans le département de la Sarthe et la région Pays de la Loire.

## Géographie
Ce canton était organisé autour de Tuffé dans l'arrondissement de Mamers. Son altitude variait de 62 m (Beillé) à 192 m (Bouër) pour une altitude moyenne de 107 m.

## Représentation

### Conseillers généraux de 1833 à 2015
| Période | Période                   | Identité                       | Étiquette    | Qualité |
| ------- | ------------------------- | ------------------------------ | ------------ | --- |
| 1833    | 1839                      | M. Ferrand                     |              | Maire de Duneau |
| 1839    | 1851 (décès)              | Joseph François Demazy         |              | Cultivateur, maire de Tuffé (1846-1851) |
| 1851    | 1867                      | Michel Rigault-Beauvais aîné   |              | Propriétaire, maire de Saint-Denis-des-Coudrais |
| 1867    | 1871                      | Comte Roland Le Gras du Luart  |              | Maire de Tuffé |
| 1871    | 1877                      | Armand Foulard                 |              | Propriétaire, maire de Tuffé (1870-1871) |
| 1877    | 1882 (démission d'office) | Comte Maurice de Chavagnac     |              | Maire de Tuffé |
| 1882    | 1904                      | Comte Georges Le Gras du Luart | Conservateur | Secrétaire d'ambassade, propriétaire-exploitant, maire du Luart                                                                                            |
| 1904    | 1913                      | François Chanteau              |              | Maire de Tuffé (1890-1911) |
| 1913    | 1928                      | Louis Léandre Truillet         | Rad.         | Propriétaire, maire de Sceaux-sur-Huisne, conseiller d'arrondissement                                                                                      |
| 1928    | 1940                      | Gaston Gourdeau                | Rad.         | Ingénieur à Saint-Cosme-de-Vair, député (1928-1936), sous-secrétaire d'État (1930-1932)                                                                    |
|         |                           |                                |              | |
| 1943    | 1945                      | Ernest Provost                 |              | Maire de Tuffé, nommé conseiller départemental en 1943 |
|         |                           |                                |              | |
| 1945    | 1965 (décès)              | Georges Guillois               | SFIO         | Adjoint au maire de Tuffé |
| 1965    | 1979                      | Maurice Moisy                  | Soc.ind.     | |
| 1979    | 2011                      | Roland du Luart                | UDF puis UMP | Exploitant agricole et forestier, président du conseil général de la Sarthe (1998-2011), sénateur (1977-2014), adjoint au maire (et ancien maire) du Luart |
| 2011    | 2015                      | Marie-Thérèse Leroux           | DVD          | Assistante sociale retraitée, maire du Luart |

Le canton participe à l'élection du député de la cinquième circonscription de la Sarthe.

### Conseillers d'arrondissement (de 1833 à 1940)
| Période                                  | Période | Identité       | Étiquette | Qualité |
| ---------------------------------------- | ------- | -------------- | --------- | --- |
| 1833                                     |         | M. Demazy      |           | Chef de bataillon de la Garde nationale, propriétaire à Tuffé                                               |
|                                          |         |                |           | |
| 21 déc.1913                              | 1937    | Henri Rigot    | Radical   | Administrateur de la succursale de la Caisse d'épargne, maire de Tuffé                                      |
| 1937                                     | 1940    | Louis Bontemps | Radical   | Propriétaire à Tuffé                                                                                        |
| 1940                                     |         |                |           | Les conseils d'arrondissement ont été suspendus par la loi du 12 octobre 1940 et n'ont jamais été réactivés |
| Les données manquantes sont à compléter. |         |                |           | |

## Composition
Le canton de Tuffé comptait 7 854 habitants en 2012 (population municipale) et regroupait treize communes :
- Beillé ;
- Boëssé-le-Sec ;
- La Bosse ;
- Bouër ;
- La Chapelle-Saint-Rémy ;
- Duneau ;
- Le Luart ;
- Prévelles ;
- Saint-Denis-des-Coudrais ;
- Saint-Hilaire-le-Lierru ;
- Sceaux-sur-Huisne ;
- Tuffé ;
- Vouvray-sur-Huisne.

À la suite du redécoupage des cantons pour 2015, toutes les communes sont rattachées au canton de La Ferté-Bernard.
Contrairement à beaucoup d'autres cantons, le canton de Tuffé n'incluait aucune commune supprimée depuis la création des communes sous la Révolution.

## Démographie
| 1962  | 1968  | 1975  | 1982  | 1990  | 1999  | 2006  | 2011  | 2012  |
| ----- | ----- | ----- | ----- | ----- | ----- | ----- | ----- | ----- |
| 6 399 | 6 172 | 5 732 | 5 691 | 5 846 | 6 252 | 7 199 | 7 787 | 7 854 |